# 日本ジェラート協会
日本ジェラート協会（にほんジェラートきょうかい、伊文名称Associazione Giapponese Gelaterie）は、日本のジェラート業界唯一の業界団体。

## 沿革
- 1984年（昭和59年）10月 - 日本ジェラート衛生協会設立[2]
- 1989年（平成元年）7月 - 日本イタリアンジェラート協会設立[3]
- 2006年（平成18年）11月 - 日本イタリアンジェラート協会と日本ジェラート衛生協会が統合し日本ジェラート協会設立発足